# Coupe Spengler 1980
Navigation
Édition précédente Édition suivante
La Coupe Spengler 1980 est la 54e édition de la Coupe Spengler. Elle se déroule en décembre 1980 à Davos, en Suisse.

## Règlement du tournoi
Les équipes sont regroupés au sein d'un seul groupe. Les équipes jouent un match contre chacune des autres équipes. Le premier de la poule est déclaré vainqueur de la Coupe Spengler.

## Résultats des matchs et classement
| Clt   | Équipe         | PJ | V | D | N | BP | BC | Pts |
| ----- | -------------- | -- | - | - | - | -- | -- | --- |
| +001, | Spartak Moscou | 4  | 3 | 0 | 1 | 19 | 11 | 7   |
| +002, | TJ Vítkovice   | 4  | 3 | 0 | 1 | 19 | 13 | 7   |
| +003, | Färjestad BK   | 4  | 2 | 2 | 0 | 16 | 17 | 4   |
| +004, | HC Davos       | 4  | 1 | 3 | 0 | 14 | 20 | 2   |
| +005, | Düsseldorf EG  | 4  | 0 | 4 | 0 | 17 | 24 | 0   |

- Vainqueur de la compétition